# 14575 Jamesblanc
A 14575 Jamesblanc (ideiglenes jelöléssel 1998 QC92) a Naprendszer kisbolygóövében található aszteroida. A LINEAR projekt keretében fedezték fel 1998. augusztus 28-án.